# J. M. Hinton
John Michael Elliott Hinton, 4 juillet 1923 – 3 février 2000, est un philosophe britannique. Il est conférencier à l'université d'Oxford à partir de 1958 et fellow du Worcester College d'Oxford à partir de 1960. Il est Cowling Visiting Professor au Carleton College en 1978-79 avant quoi il était conférencier à l'université Victoria de Wellington.
Hinton est largement cité comme le premier promoteur moderne de la théorie disjonctiviste de la perception,. Ce concept est exposé dans son ouvrage Experiences: An Inquiry Into Some Ambiguities publié en 1973 et dans quelques articles remontant à 1966.

## Source de la traduction
- (en) Cet article est partiellement ou en totalité issu de l’article de Wikipédia en anglais intitulé « J. M. Hinton » (voir la liste des auteurs).